# Alakalufové

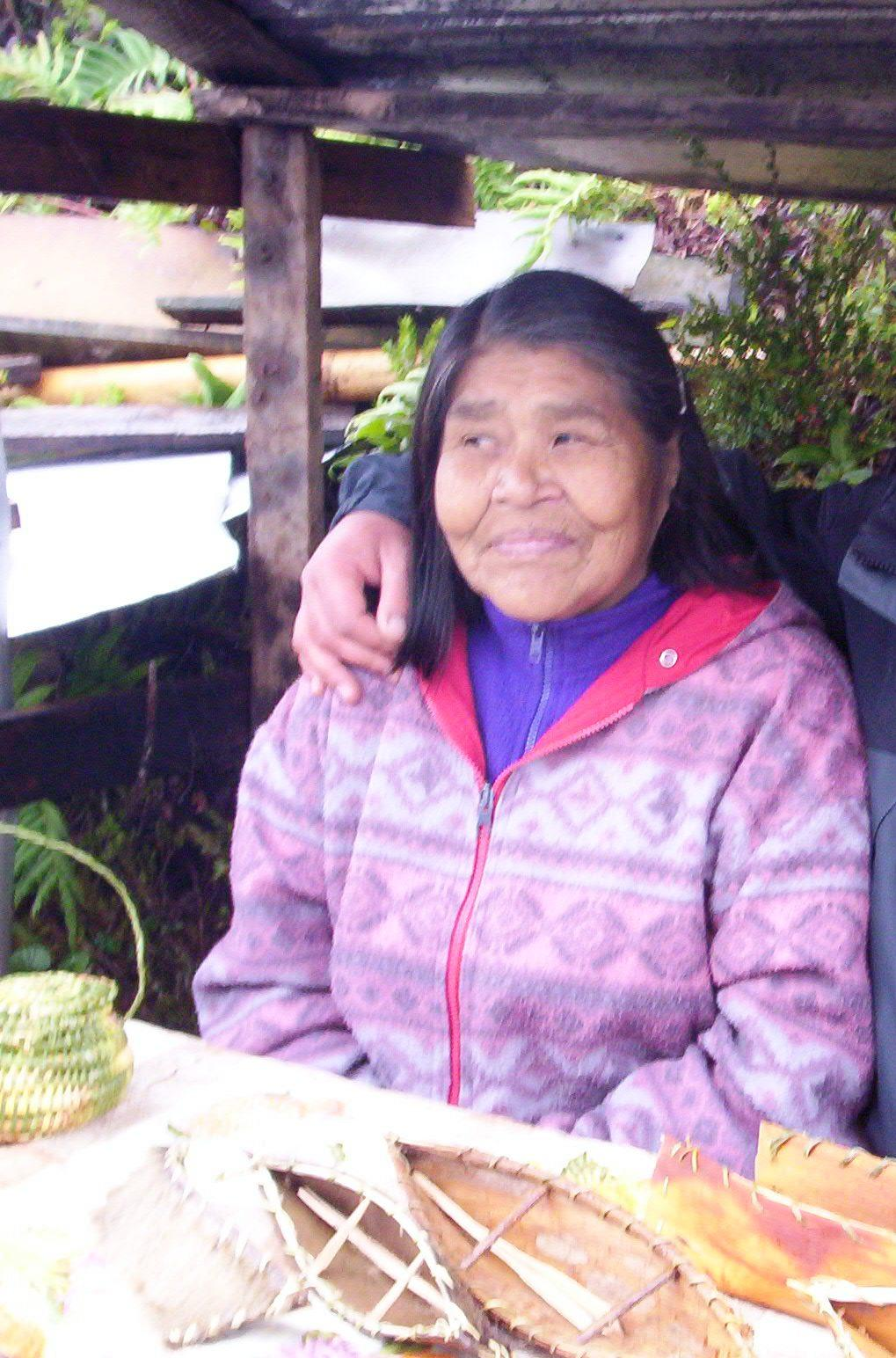
Současná alakalufská žena

Alakalufové jsou indiánský kmen, tvořící původní obyvatelstvo jižní části Chile okolo Magalhãesova průlivu. Exonymum Alakalufové pochází z jazyka jejich sousedů Jaganů z Ohňové země a znamená „pojídači mušlí“. Sami se nazývají Kawésqar, tedy „lidé“.

## Historie

### Původní způsob života
Podle archeologických nálezů žili Alakalufové ve své zemi již před šesti tisíci lety. Byli dobře adaptovaní na její drsné klima, měli například enormně silnou vrstvu podkožního tuku (podobně jako Inuité). Byli kočovnými lovci a sběrači, jejich potravu tvořili mořští měkkýši, krabi a houby, pro něž se potápěly ženy, zatímco muži lovili ryby, lachtany, mořské vydry, na souši se kořistí stával i jelínek huemul jižní a divoká lama guanako. Potravu doplňoval sběr jedlých rostlin, hub a vajec mořských ptáků.
Alakalufové neznali zemědělství, hrnčířství ani tkalcovství, jediné řemeslné dovednosti, jež ovládali, bylo zpracování dřeva, stromové kůry, kůží a košíkářství. Odívali se do zvířecích kožešin, které nosili přehozené přes ramena jako pončo. Z lachtaní nebo tulení kožešiny vyráběli i obuv. Obydlím byla většinou kupolovitá chýše z proutí, pokrytá rákosím a větvemi nebo jednoduché stany kryté kůžemi. Stavěli rozměrné kanoe dlabané kamennými nástroji z kmenů stromů, v nichž se rodiny přesouvaly podél pobřeží a mezi ostrovy na značné vzdálenosti. Muži k lovu používali i menší kánoe s dřevěnou kostrou potaženou kůrou stromů, podobně jako severoameriští indiáni.
Původní náboženství bylo animistické, uctívali velkého ducha Xelase, který sídlí na nebi a nemá lidské potřeby. Velmi se báli duchů zemřelých lidí.

### Příchod evropských osadníků
Jejich počet podle odhadů nikdy nepřesáhl pět tisíc, začal se však rapidně snižovat po příchodu bílých osadníků, kteří Alakalufy nutili k usedlému způsobu života a zavlekli mezi ně nemoci, vůči nimž domorodci nebyli imunní. Misionáři se snažili indiánům pomáhat, i oni je však nutili obývat stálé osady. Misionáři a osadníci mezi Indiány rozšířili evropské oděvy, Alakalufové v oblečení plavali, a potápěli se, poté jej nechali schnout přímo na těle. To mělo za následek nárůst respiračních onemocnění včetně zápalu plic. Alberto Achacaz Walakial, který zemřel v roce 2008, byl pokládán za posledního žijícího čistokrevného Alakalufa, nicméně přes dva tisíce míšenců se dosud hlásí k alakalufskému původu a několik desítek z nich dosud hovoří původním jazykem kawésqar.